# Anaplasie
Anaplasie is het verschijnsel waarbij celdeling en celgroei zodanig veranderen dat de differentiatie in de cellen, waaruit een weefsel is opgebouwd, afneemt. Er is dus sprake van een reversie van de differentiatie (dedifferentiatie) of een gebrek aan differentiatie in de eerste plaats. De cellen verliezen hun structuur en gespecialiseerde functie en er ontstaat ongedifferentieerd weefsel. Dit is kenmerkend voor kwaadaardige tumoren.
De term anaplasie betekent letterlijk 'achteruit vormen'.